# TENGA FC
TENGA FC（TENGAchaya football club、天下茶屋FC、天下FC）は、日本の大阪府大阪市天下茶屋をホームタウンとするアマチュアサッカークラブ。
西成区サッカーリーグに加盟し、大阪市立天下茶屋中学校サッカー部OBを中心に構成されている。

## 歴史
- 2023年
  - 9月17日
    - 天下茶屋中学校サッカー部OBを母体とした天下茶屋FCが発足。
    - 西成区サッカーリーグ（Nリーグ）[1]に加盟する。
    - 天下茶屋FC公式Instagramが設立される。

  - 9月18日 - 天下茶屋FC公式ホームページが設立される。
  - 12月8日 - 現在の主力選手でもあるキム・ハラダ[2]が加入する。
  - 12月28日
    - 天下茶屋FC公式TikTokが設立される。
    - 天下茶屋FC公式Instagramのフォロワー数が1000人を突破する。

  - 12月31日 - クリスティアーノ坂下[2]が天下茶屋FC監督に就任する。
- 2024年
  - 3月3日 - 現在の主力選手でもあるSS[2]が天下茶屋FCへ移籍する。

## 戦績
- 2022年10月22日、大阪中学校秋季総合体育大会　- 母体である天下茶屋中学校サッカー部がベスト16に残る。